# ماراتن بوستون ۲۰۲۵

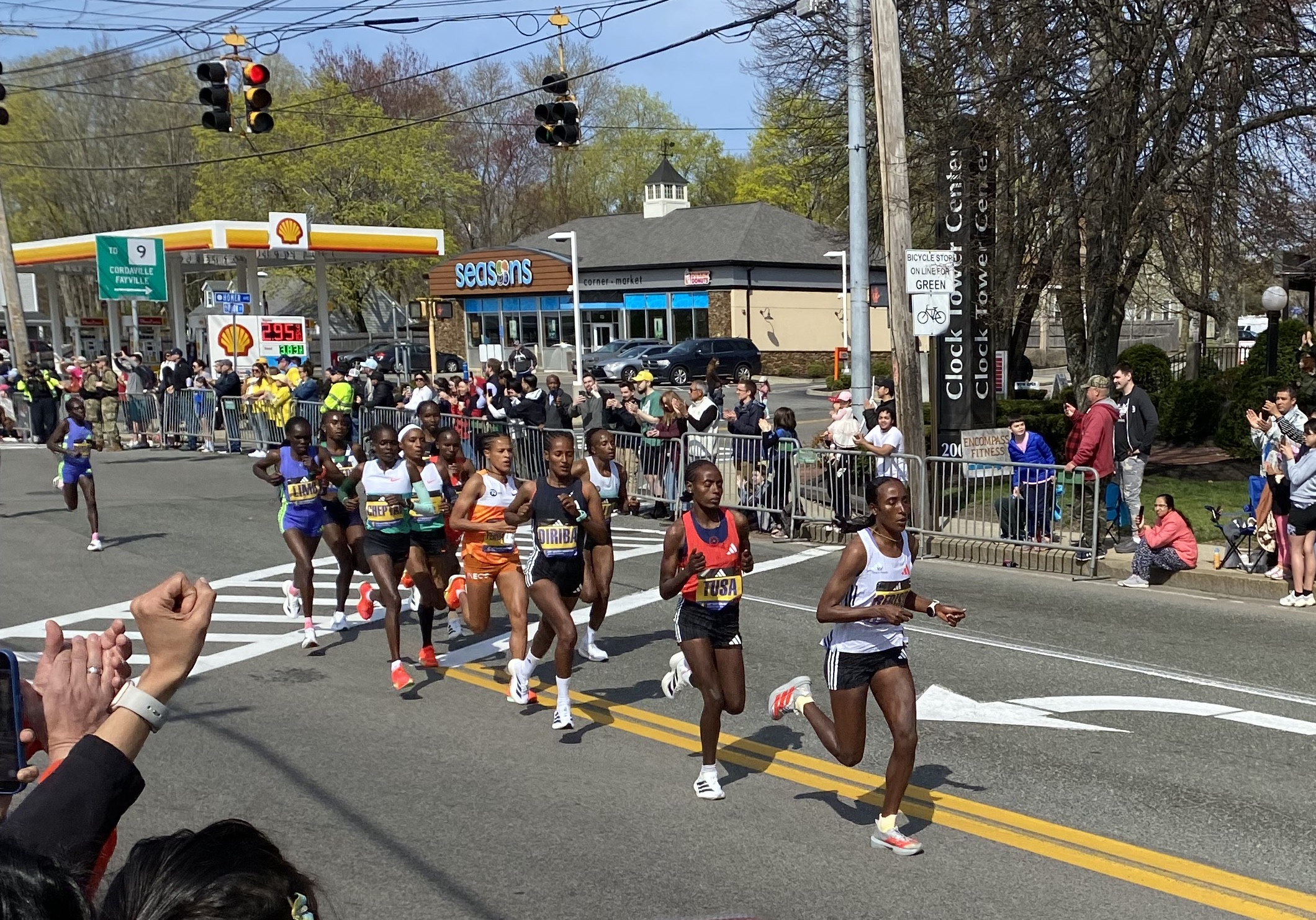
دوندگان برتر زن در اشلند در طول ماراتن

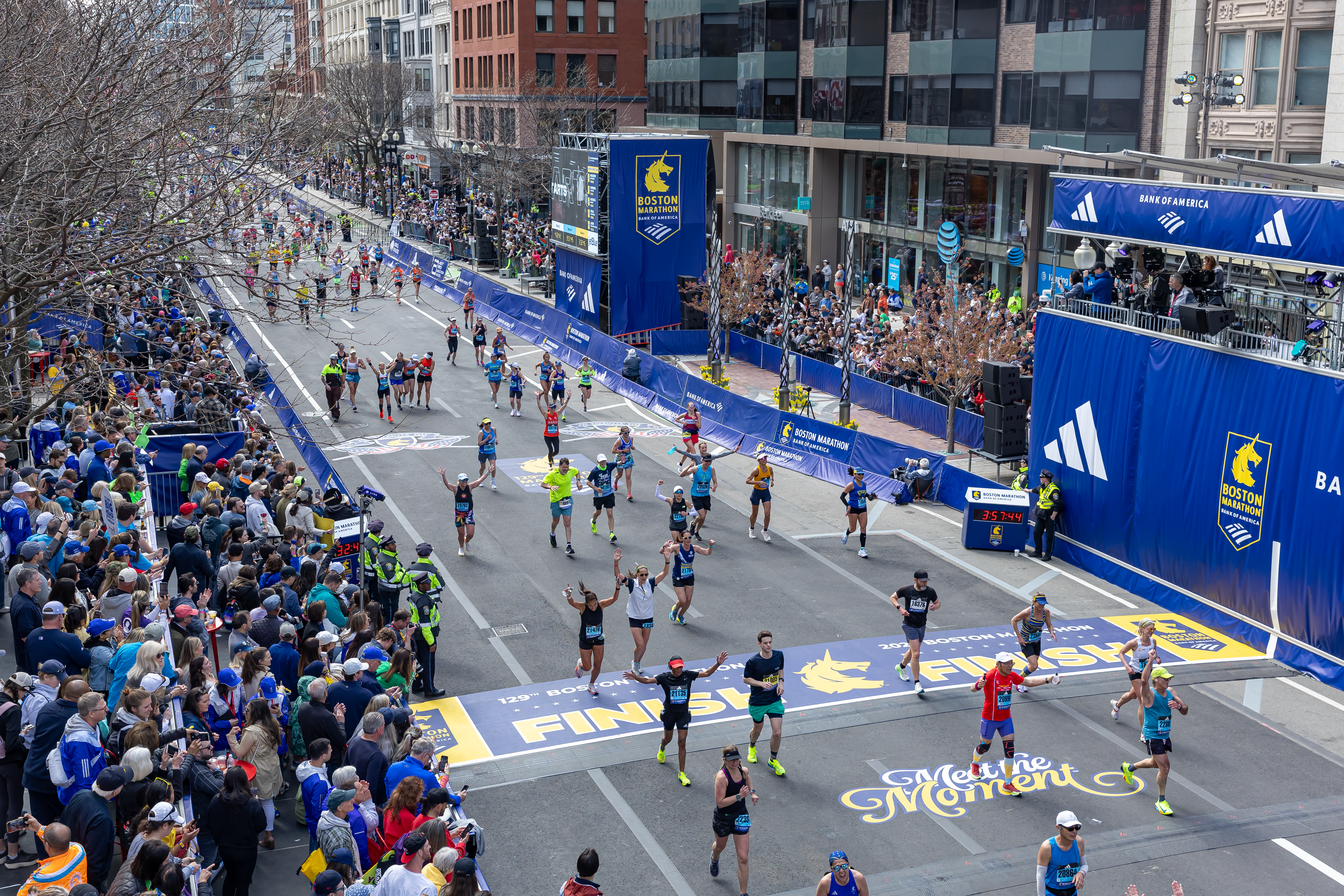
خط پایان

ماراتن بوستون ۲۰۲۵، صد و بیست و نهمین دوره رسمی مسابقات ماراتن بوستون در، ماساچوست بود که در روز دوشنبه، ۲۰۲۵٫۰۴ برگزار شد.  این مسابقه یک ماراتن پلاتینیوم لیبل بود، یکی از هفت ماراتن بزرگ جهانی که برگزار می‌شد.این ماراتن که برای سال ۲۰۲۵ برنامه‌ریزی شده و دومین ماراتنی بود که پس از ماراتن توکیو ۲۰۲۵ در اوایل ماه مارس برگزار شد.